# Костел Успіння Діви Марії (Язловець)
Домініканський костел — культова споруда, мурований храм у Язловці (нині село Тернопільської области, Україна). Фундатор — Миколай Язловецький. Пам'ятка національного значення.

## Назва
- Костел Внебовзяття Пресвятої Діви Марії[1][2]  (пол. Kościół Wniebowzięcia Najświętszej Maryi Panny) — правильна назва за римо-католицьким обрядом (Латинська церква лише стверджує, що Діва Марія була взята з тілом та душею на небеса, проте не говорить чи вона перейшла до слави не вмираючи, чи все ж таки померла[3]).
- Домініканський костел[4] — через те, що від часу спорудження до заборони діяльности домініканського ордену був костелом при монастирі домініканів.
- Костел Успіння Діви Марії — офіційна назва з де-факто радянського реєстру.
- Вознесіння Найсвятішої Діви Марії[5] чи Костел Воскресіння Найсвятішої Панни Марії[6],[7] — помилкові назви[8][9], що інколи зустрічаються в джерелах.
- Успенський костел[10], Костел Успіння[11] — рідковживані назви, що переважно вживалися в УРСР.

## Історичні відомості
1824 року за сприяння львівського латинського архієпископа Анджея Анквича став парафіяльним храмом Львівської архидієцезії, у якому почали відправляти Богослужіння в 1830 році

## Опис
Храм однонавний, з вежею спереду, мурований з пісковика. Абсида 5-гранна, має «ребристі» виступи стін, які за функціональним призначенням аналогічні контрфорсам, схожу на Латинську катедру Львова. Поєднує архітектурні стилі готику (вежа перед навою), ренесанс (зокрема, багаті різьблені вхідні головний та бічний портали). До боків нави у XVII ст. симетрично прибудовано дві низькі напівкруглі каплички.
Вежа-дзвіниця, яка підвищується над притвором, доволі потужна, напевне, мала оборонний характер. По кутах вежу-дзвіницю прикрашають напівбашти, що робить її подібною до дзвіниці вірменського собору в Кам'янці-Подільському. Початково була 3-ярусною; 4-й ярус — у стилі романтизму, його добудували в XIX ст., він має фриз, аркатуру.

## Усипальниця
У крипті були поховані представники роду Язловецьких, зокрема, фундатор, його брат Ієронім, на цвинтарі поблизу храму — Миколай Гомулка. 

## Світлини

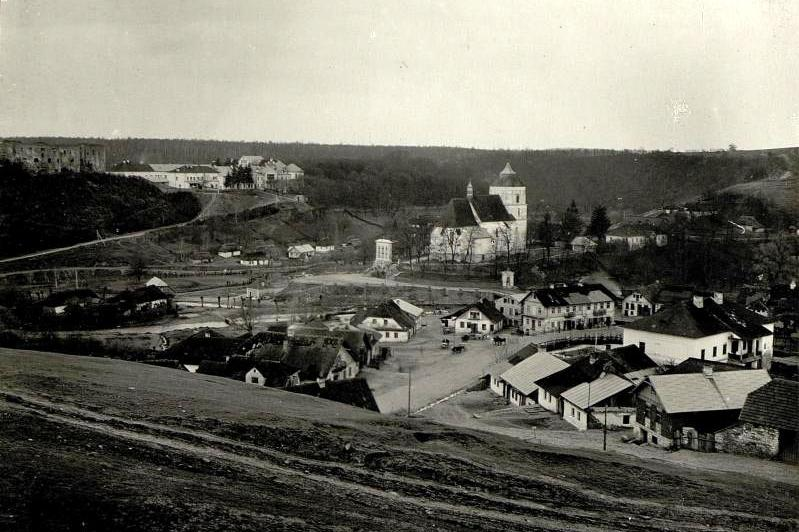
Костел, 1916
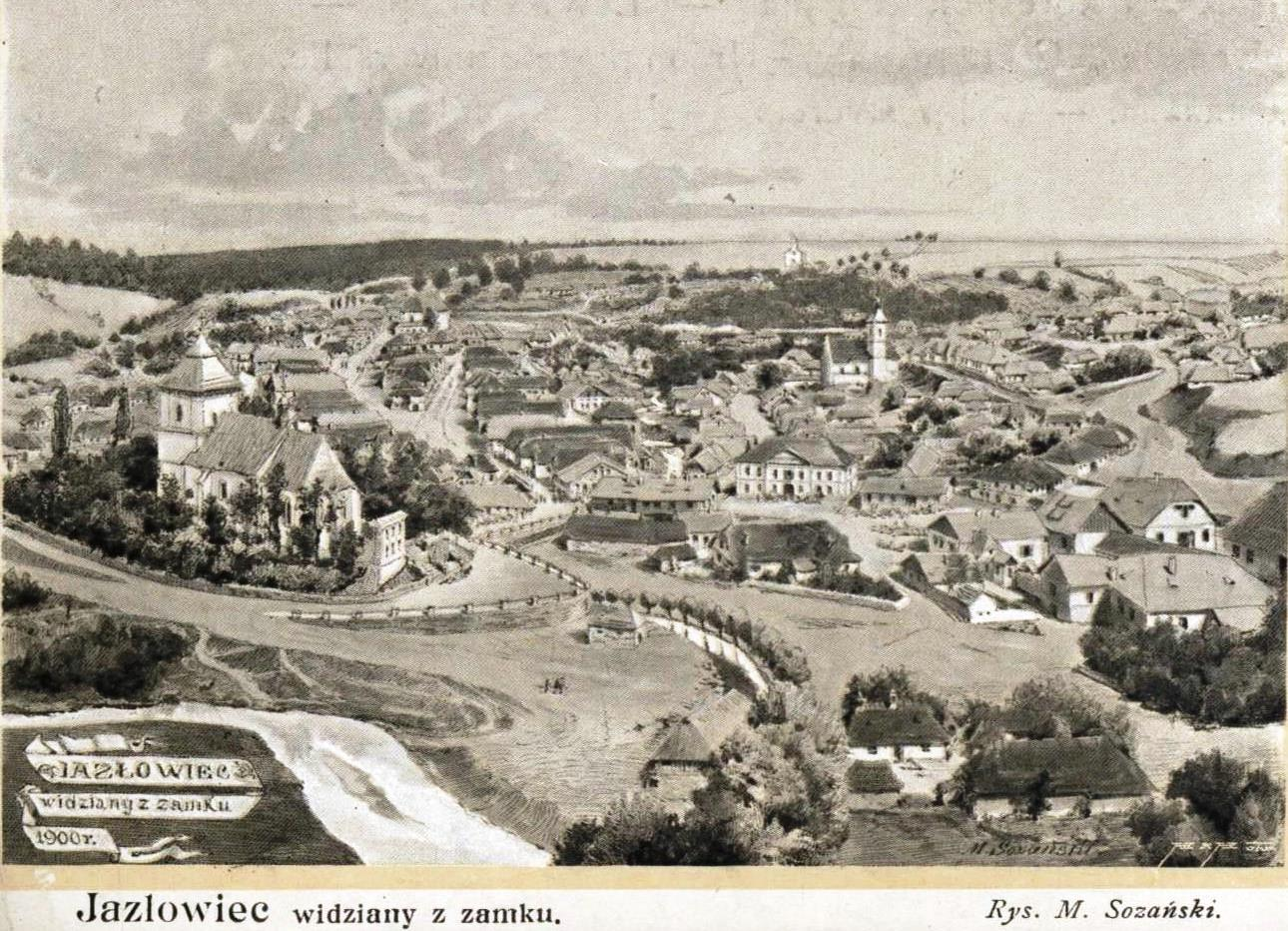
Бічний портал костелу, 2004
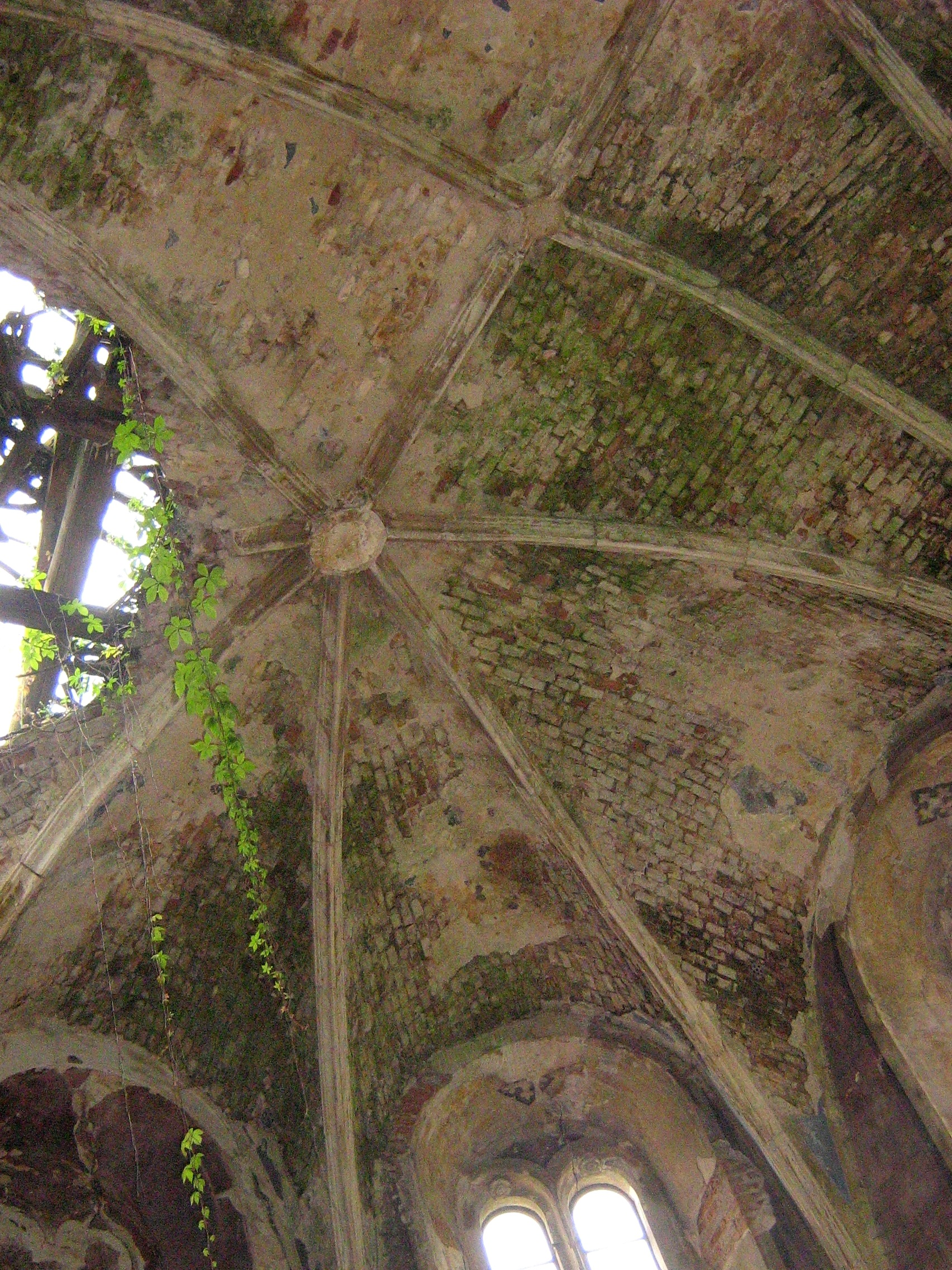
Залишки склепіння
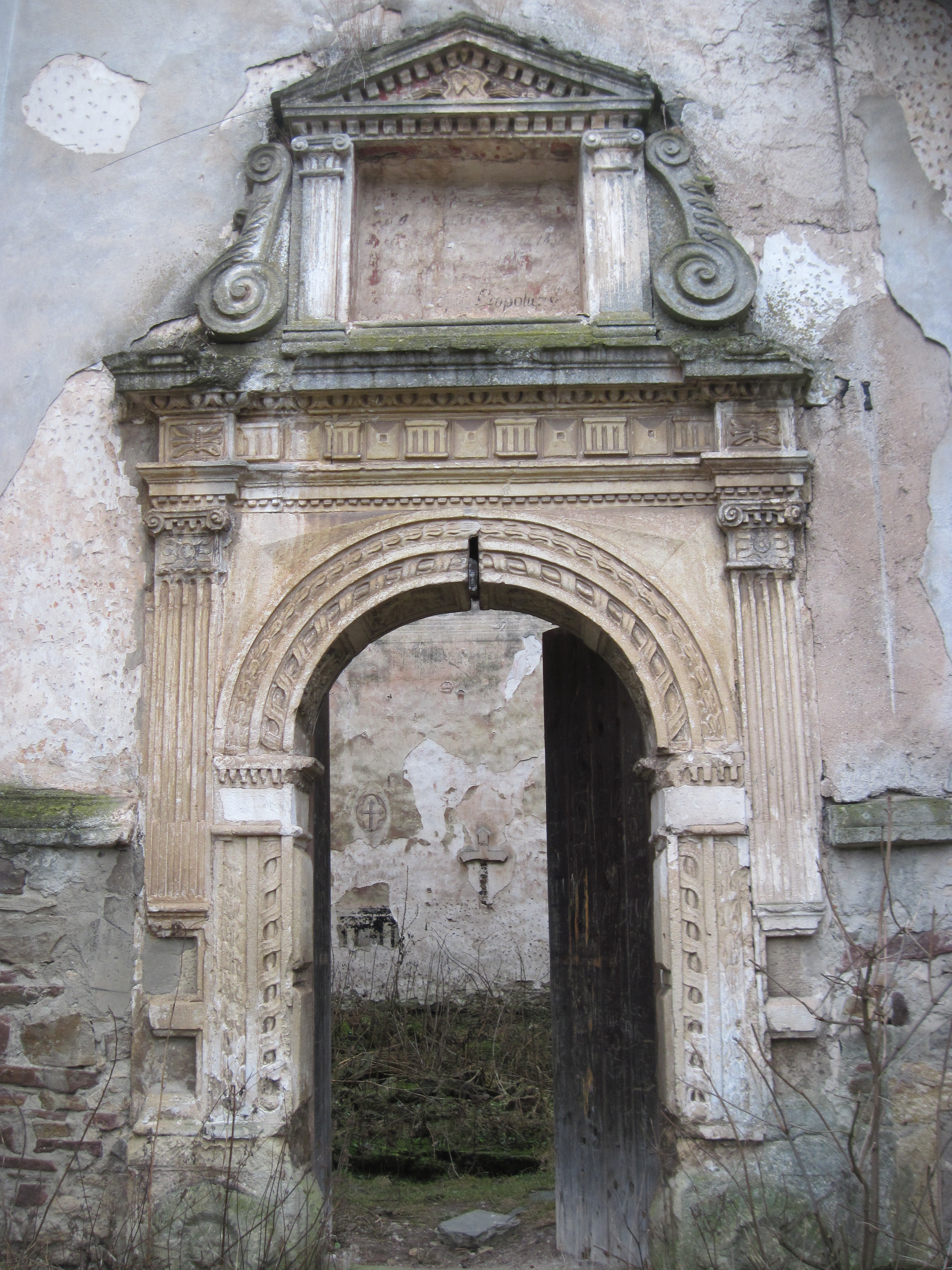
Різьблений бічний портал, 2015
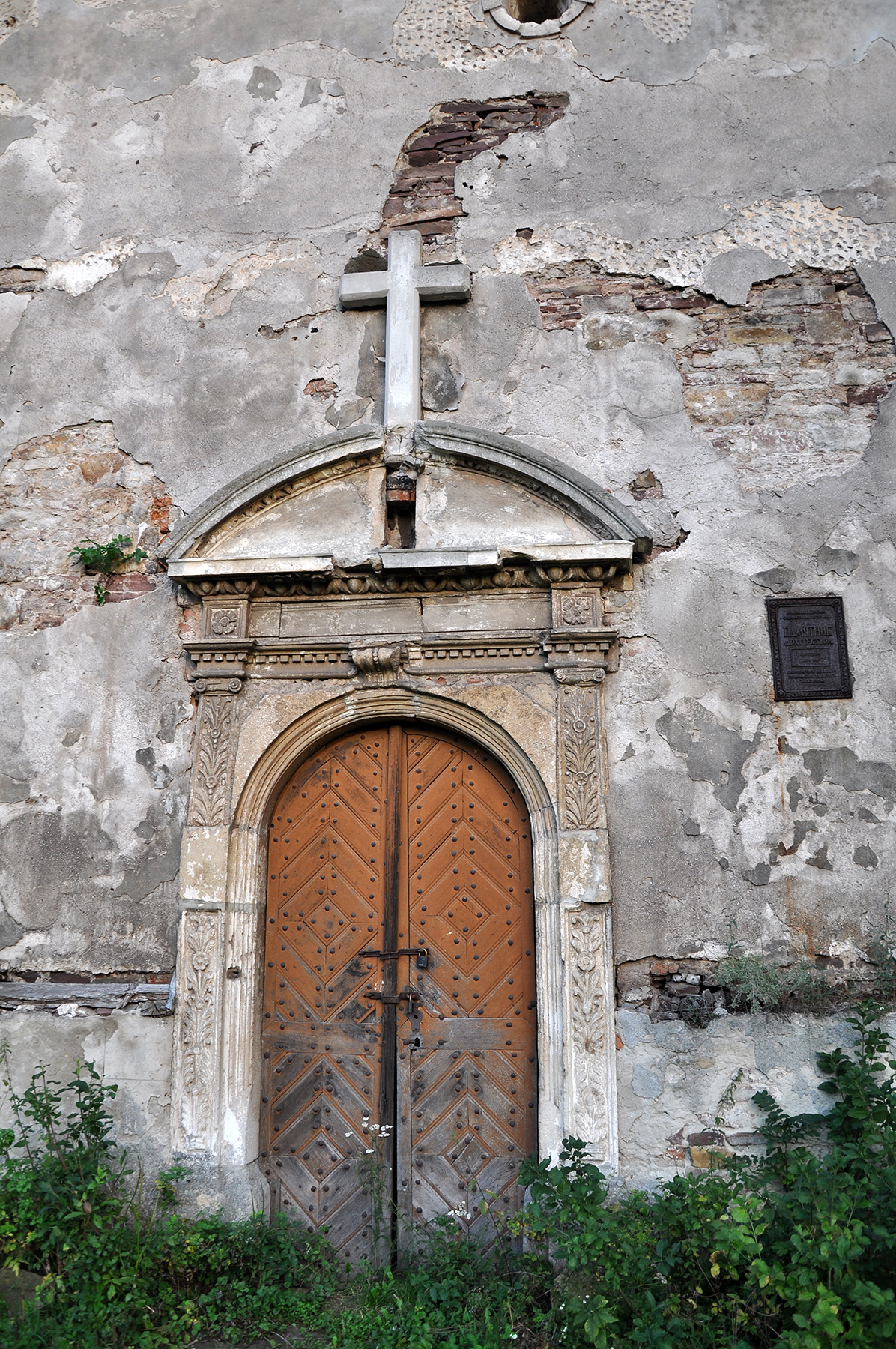
Вхід до костелу, 2012
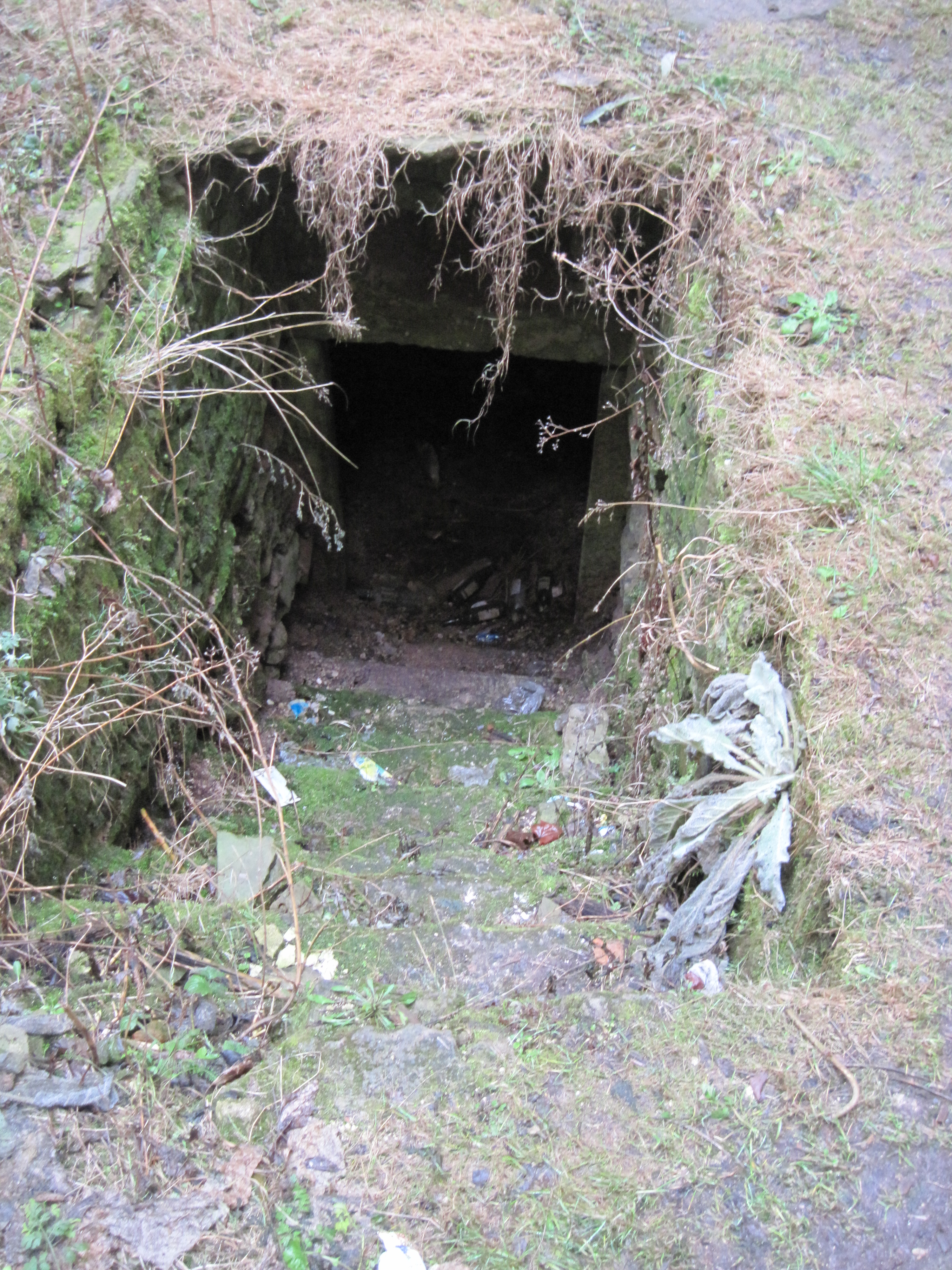
Вхід у крипту костелу, 2015